# Trinity: Souls of Zill O'll
Trinity: Souls of Zill O’ll, conegut com a Trinity: Zill O'll Zero en el Japó, és un videojoc RPG d'acció, part de la saga Zill O'll, que va aparèixer prèviament en PlayStation, PlayStation 2 i PlayStation Portable, desenvolupada per Omega Force i publicada per Tecmo Koei, el joc va ser llançat en el Japó el 25 de novembre del 2010. Tecmo Koei va prometre una demo pel mercat nord-americà.